# Hermano Fortunato de Baden-Rodemachern
Hermano Fortunato de Baden-Rodemachern (em alemão:  Hermann Fortunat von Baden-Rodemachern; Rastatt, 23 de janeiro de 1595 – Kastellaun, 4 de janeiro de 1665) foi um nobre alemão, pertencente à Casa de Zähringen, e que foi Marquês de Baden-Rodemachern.

## Biografia
Hermano era o segundo filho do marquês Eduardo Fortunato de Baden-Baden e de Maria van Eicken († 21 de abril de 1636), filha de Jobst van Eicken, governador da cidade de Breda.
O pai, que morrera em 1600, fora destronado pelos primos do ramo cadete de Baden-Durlach, que desafiaram o direito de sucessão dele e dos irmãos alegando que o casamento dos pais era morganático. Os seus tutores, o arquiduque Alberto e o conde Salentin IX de Isenburgo-Grenzau, sensibilizaram com sucesso o imperador pelo direito de sucessão dos seu protegidos, atendendo que a linha de Baden-Baden (expolida) era católica e a linha de Baden-Durlacht (ocupante) era luterana.
Enquanto o seu irmão mais velho Guilherme, viria a herdar do pai a Marca de Baden-Badem, 
Hermano Fortunato herdaria a Marca de Baden-Rodemachern do tio, Filipe III, que falecera sem descendência.
Hermano Fortunato participou na Guerra dos Trinta Anos, tendo lutado primeiro em Espanha e, depois, ao servido do Sacro Imperador. Em 1633 participou na Batalha de Breisach, da qual o comandante Ernesto Montecuccoli morreu.
Ele morreu em Kastellaun em 1665. Seu túmulo está na Igreja de São Nicolau em Rodemachern. Quando a igreja paroquial foi reconstruída (1779-1783), o túmulo de calcário foi colocado debaixo do altar da Santa Cruz.

## Casamento e descendência
Hermano Fortunato casou em primeiras núpcias a 18 de abril de 1627 com Antónia Isabel, filha do Conde Cristóvão de Criechingen. Deste casamento nasceram 3 filhos:
- Carlos Guilherme (Karl Wilhelm) (1627-1666), cónego em Colónia e que sucedeu ao pai como como o último marquês de Baden-Rodemachern;
- Leopoldo (Leopold) (1628-1635);
- Maria Sidónia (Marie Sidonie) (1635–1686), que casou em 1662 com o Príncipe Filipe de Hohenzollern-Hechingen (1601–1671).

Hermano Fortunato casou em segundas núpcias com Maria Sidónia (1605-1675), filha do Conde Filipe Francisco de Daun-Falkenstein. Deste casamento nasceram 2 filhos:
- Filipe Baltazar (Philipp Balthasar) († 1662)
- Maria Leonor Sofia (Marie Eleonore Sofie) († 1668), que casou em 1665 com o Conde João Francisco Desiderato de Nassau-Siegen (1627–1699).